# Органза

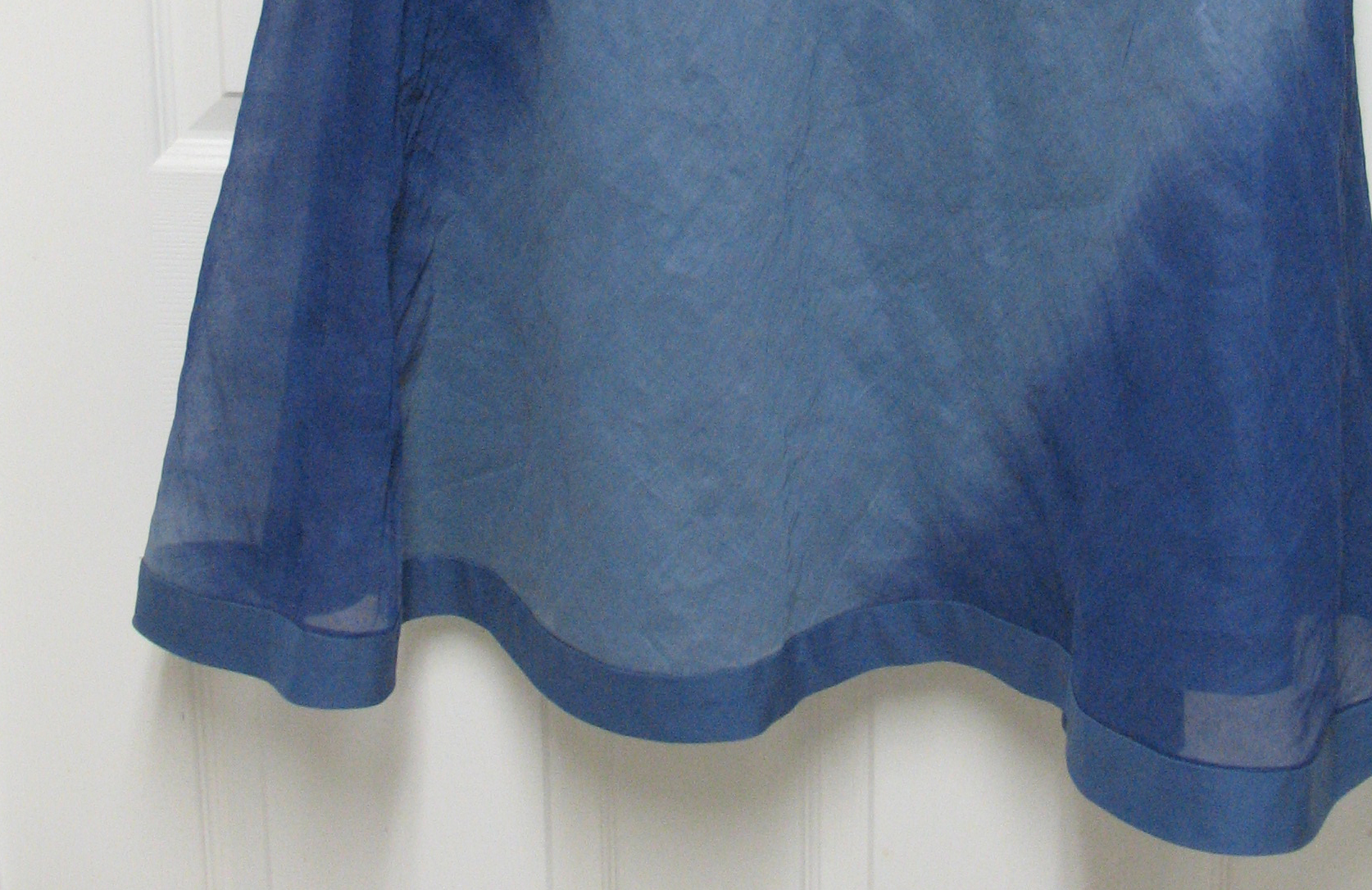
Органза

Органза́ — тонкая жёсткая прозрачная ткань, сделанная из шёлка, полиэстера или вискозы путём скручивания двух волокон.
Органза подразделяется на блестящую и матовую. Рисунок на органзе может вырабатываться различными способами: вышивкой, травлением, печатью. Интересные эффекты дают лазерная прорезка и перфорирование. Органзу используют в производстве гардин, в костюмах для восточного танца.

## Этимология названия
Происхождение слова «органза» достоверно не известно, произношение его окончательно не устоялось. Есть предположение, что оно произошло от названия древнего узбекского города Ургенч, или (по-узбекски) Урганч. Тем более, что завезена ткань в Европу была с Востока в конце XVIII века, а в Ургенче много лет существует шелкопрядильная фабрика. Ударение на последний слог соответствует именно этой версии.
Уэбстеровский и Оксфордский словари предлагают версию, согласно которой название «органза» произошло от названия американской торговой марки Logranza (1820), под которой выпускались различные шёлковые ткани. Такому предположению соответствует ударение на предпоследнем слоге.